# Eurohippus
Eurohippus – wymarły rodzaj ssaka z rodziny koniowatych.

## Budowa
Franzen, odkrywca rodzaju, opisał w 2006 Eurohippus jako średniej wielkości przedstawiciela podrodziny Hyracotheriidae. Zwierzę to ustępowało rozmiarami Propalaeotherium, przerastało natomiast Lophiotherium. Zmierzona przezeń czaszka miała 133,5-163,5 mm.
Kopytny ten charakteryzował się klinowatą czaszką, zaliczoną przez autora opisu do cech diagnostycznych rodzaju. Podobny status miały wyszczególnione poniżej cechy uzębienia. Uzębienie Franzen określił jako bunolofodontyczne, bardziej lofodontyczne, niż u Hyracotherium czy Lophiotherium. Występowała krótka diastema, również odróżniająca Eurohippus od pierwszego porównywanego rodzaju. Przedtrzonowce nie przybierały kształtu trzonowców, przedtrzonowce szczękowe nie nosiły mezostyli, wyjątek stanowią tylko niektóre P4 u podgatunku E. parvulus parvulus. Podobnie ten sam ząb przedtrzonowy w żuchwie nie miał entokonidu i znowu niektóre P4 stanowią wyjątek. Górne zęby trzonowe nosiły słabo rozwinięty zwłaszcza u podgatunku E. parvulus messelensis, ale za to ostry mezostyl. U podgatunku nominatywnego był on nieco większy. I tak twory te były lepiej rozwinięte niż u Propachynolophus, ostrzejsze niż u Propalaeotherium.
Zęby są również cechą różnicującą oba podgatunki tego rodzaju. E. p. messelensis cechuje się mniejszymi parastylami i mezostylami na górnych trzonowcach, a także pewnymi cechami przedtrznowców.
Szkielet pozaczaszkowy był smuklejszy, niż u Propalaeotherium. Kończyny były względnie długie i smukłe, co też zalicza się do cech diagnostycznych.

## Ciężarna klacz
Uwagę zwraca znalezisko opisane przez Franzena i współpracowników w 2015, dobrze zachowane pomimo rozłączenia połączeń stawowych i braku kręgów lędźwiowych. Chodzi o ciężarną klacz. Pomiędzy kośćmi tworzącymi jej miednicę znaleziono pozostałości płodu. Jego kości uległy znacznej kompresji, a stawy przyżyciowo nie zdążyły w pełni skostnieć, wobec czego rozróżnienie poszczególnych kości przedstawia duże trudności.

## Systematyka
Zwierzę prawdopodobnie pochodzi od Pachynolophus.
Rodzaj Eurohippus jest taksonem monotypowym. Tworząc jego nazwę, Franzen połączył nazwę kontynentu Europy z łacińskim słowem hippus, oznaczającym konia. W obrębie gatunku Eurohippus parvulus wyróżniono natomiast dwa podgatunki:
- Eurohippus parvulus parvulus
- Eurohippus parvulus messelensis

Miejsce typowe tego pierwszego to Les Prunes w okolicy Argenton-sur-Creuse, warstwa Calcaire d'eau douce d'Argenton, której wiek różni autorzy określają jako środkowy eocen bądź wczesny Geiseltalian, choć zwierzę wydaje się bardziej zaawansowane ewolucyjnie. Natomiast miejscem typowym drugiego podgatunku jest Messel. Autorzy wskazują na środkową warstwę formacji Messel, z wczesnego Geiseltalian, około 47 miliona lat temu.

## Rozmieszczenie geograficzne
Frankel (2006) podał, że rodzaj żył od wczesnego Geiseltalian do późnego Robiacian. Geiseltalian (od Geisental) oznacza tutaj europejski środkowy eocen. Robiacian należy do bartonu.
Zwierzę zamieszkiwało Europę Środkową i Zachodnią.

## Historia i odkrycie
Szczątki Eurohippus pochodzą z kamieniołomu Grube Messel w okolicach Darmstadt w Niemczech, gdzie niegdyś wydobywano łupki bitumiczne. Spotykane tam skały pochodzą z eocenu. Mieści się tam również stanowisko paleontologiczne znane z odkryć koniowatych. Znaleziono w nim kilkadziesiąt okazów tych nieparzystokopytnych, a pierwszą pracę na ten temat opublikował już w 1925 Haupt. Część okazów zachowana była w bardzo dobrym stanie, przetrwały owłosienie i wnętrzności. Jest to o tyle niezwykłe, że poniżej 2% miejsc, gdzie znajdywano skamieniałości ssaków, oferowało coś więcej niż tylko fragmenty kości.
W 1986 Wighart von Koenigswald znalazł w tym kamieniołomie szczątki ciężarnej samicy z płodem. Przyporządkował je do gatunku Propalaeotherium parvulum. Kolejne ciężarne klacze opisał w 2000 Maier. Messel jest jednym z dwóch miejsc w Niemczech, gdzie znaleziono skamieniałości ciężarnych eoceńskich klaczy, drugim pozostaje Eckfeld.
Podczas badań nowego materiału z Grube Messel Jens Lorenz Franzen natknął się na skamieniałości należące do niewyróżnianego wcześniej rodzaju. Opisał je i nadał im naukową nazwę Eurohippus Franzen, publikując w 2006 pracę pod tytułem Eurohippus ng, a new genus of horses from the Middle to Late Eocene of Europe. Kolejne prace tego samego autora zaliczyły wcześniejsze znalezisko von Koenigswalda do Eurohippus messelensis, uznając oba gatunki za synonimy.
W 2015 ukazała się kolejna praca, w której Franzen wraz z Christine Aurich i Jörgiem Habersetzerem opisują skamielinę ciężarnej klaczy z zachowanymi pozostałościami płodu, odnalezioną przez zespół Senckenberg Research Institute Frankfurt. Okaz, dobrze zachowany, oznakowano HLMD-Me 8989.